# Oblationarius
Der Oblationarius war ein Ordensbruder, der im Mittelalter in einem Kloster die Aufgabe hatte, Spenden (das heißt Oblationen) für das Kloster entgegenzunehmen.
Im 12. und 13. Jahrhundert traten an die Stelle der ursprünglich in Form von Lebensmitteln dargebrachten Oblationen andere Gaben, insbesondere Geld.  Zu diesem Zweck wurde an Klöstern und Kirchen ein besonderer Kasten (das „Oblationarium“) aufgestellt, der in veränderter Form als Opferstock, Opferbüchse und Klingelbeutel weiterhin besteht.  Viele Klöster richteten aber auch ein besonderes Oblationshaus ein, wo der Oblationarius die Gaben entgegennahm.